# Stilomatofore
Stilomatoforele (Stylommatophora) (din latina stylos = tentacule + greaca omma = ochi + latina forein = a purta), numite și gasteropode stilomatofore, este un ordin de gasteropode de uscat, dar unele se găsesc și în locurile umede, care au două perechi de tentacule retractile, ca la melc, la vârful unuia se află ochii. Tegumentul lor prezintă numeroase glande, șanțuri și riduri. Capul este prevăzut cu două perechi de tentacule, inegale ca mărime, zvelte și retractile, numai cele mai mari, purtând ochii în vârful lor. Au un singur orificiu genital, situat în partea anterioară, la baza tentaculului drept, gonoductele mascule și femele fuzionând cu puțin înainte de a se deschide la exterior. Cochilia este foarte dezvoltată la unele (Helix) sau redusă și acoperită complet de manta (Arion, Limax). În caz dacă este prezentă, cochilia este deschisă, globuloasă sau alungită, cu ornamentație destul de săracă, constând în striuri sau coaste. În funcție de anatomia aparatului excretor și organelor sexuale se împart în mai multe subordine. În acest grup taxonomic sunt cuprinse peste 32.000 de specii terestre, rareori amfibii dulcicole sau marine. Dintre acestea, în România prezintă importanță pentru sectorul agricol familiile Succineidae, Arionidae, Limacidae, Milacidae și Helicidae. Cea mai cunoscută specie a acestui ordin este melcul de vie sau melcul de livadă (Helix pomatia) care provoacă stricăciuni serioase la diferite culturi vegetale, mâncând mugurii tineri și plantele tinere din grădini; este comestibil.